# Троїцька церква (Славгород)
Троїцька церква — православна церква у селі Славгород Краснопільського району Сумської області. Має статус пам'ятки архітектури національного значення (охоронний № 633). Розташована у центральній частині села і домінує над малоповерховою сільською забудовою.

## Історія

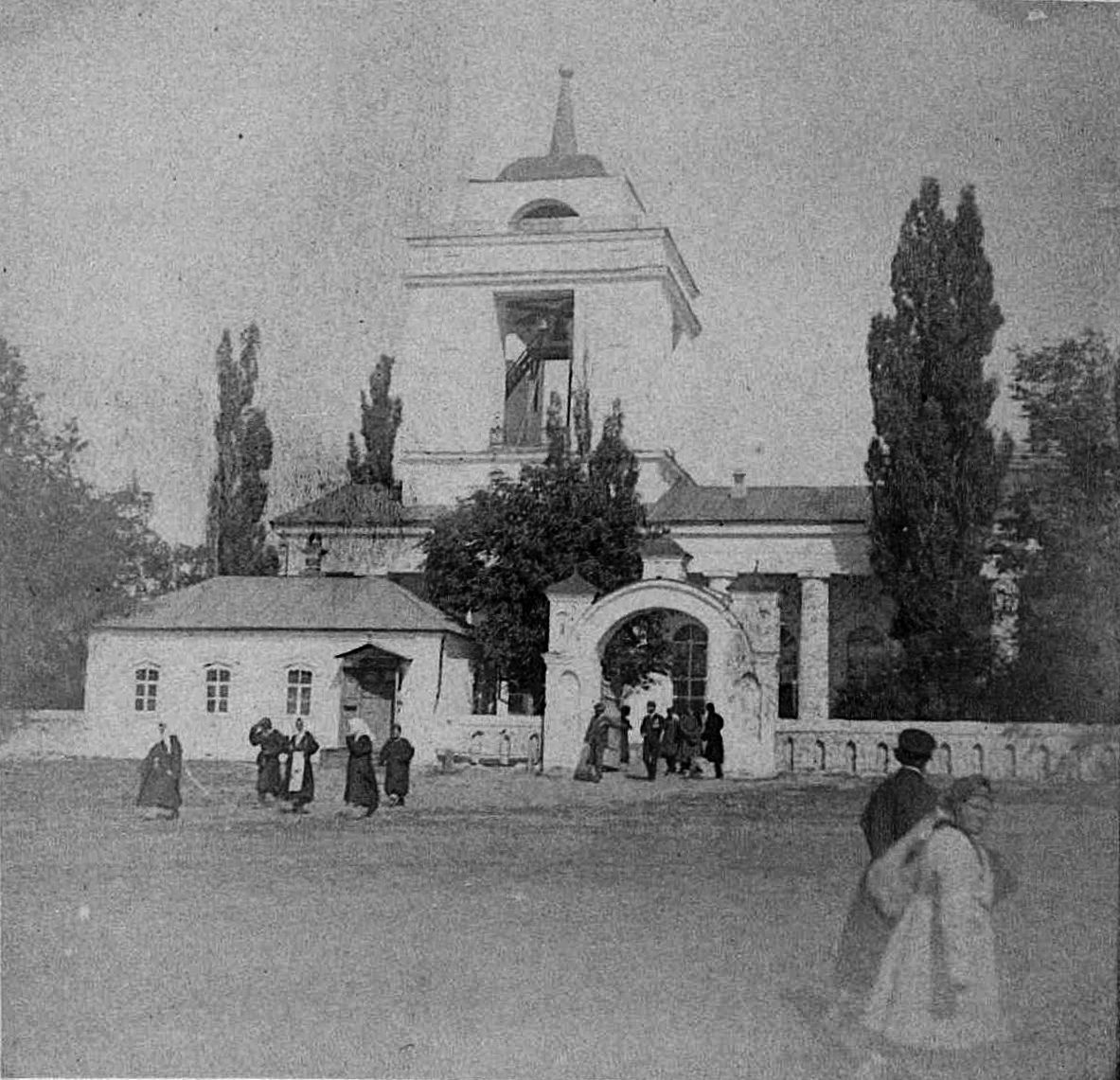
Фото 1887 року.

Церква на честь Святої Трійці з'явилася у слободі Славгородок (сучасне село Славгород) ще до 1753 року, про що свідчать метрики слободи, за якими у слободі існувало чотири храми, один з яких — Троїцький. У 1764 році священик цього храму Єлісей Федоров свідчив, що церква зведена у 1732 році за наказом поміщиці Софії Матюшкіної, а при церкві служить лише один священник із одним дячком:
|  | дячка та паламаря висвячених немає, адже через малі розміри парафії висвячення ніхто не бажає, а священник відправляє за малоросійським звичаєм із найманим простолюдином. Оригінальний текст (рос.) дьячка и пономаря рукоположенных не имеется, понеже за малоприходством рукоположения никто не желает, а священник отправляет по малороссийскому обыкновению с простолюдином из найма |

У 1807 році (за іншими даними — у 1808 році) поміщиця Варвара Надаржинська збудувала новий мурований однопрестольний храм на честь Святої Трійці. Нова церква стала частиною палацово-паркового ансамблю (зберігся лише частково). Автором проекту став архітектор О. Палицин. За його задумом церкву звели у вигляді античного грецького храму — периптера.
У 1843 році княгиня Софія Олексіївна Голіцина, уроджена Корсакова та правнучка Надаржинських, яка успадкувала садибу, провела реконструкцію церкви: був облаштований новий іконостас, дві божниці в бабинці, паркетна підлога у вівтарі. Ззовні у пристінних нишах встановили алебастрові статуї архангелів Гавриїла та Михаїла, святителя Олексія, мучениць Софії та Олександри, великомучениць Варвари та Катерини, апостола Петра, святого Василя та мученика Віктора. Усі ці статуї символізували янголів-охоронців членів родини княгині Голіциної. У 1882—1901 роках ці статуї прибрали за наказом архієпископа Харківського та Охтирського Амвросія (Ключарева), який побачив в них ознаки католицьких традицій.
У другій половині XIX століття до основного об'єму церкви з півночі та півдня добудували невеликі прямокутні бокові вівтарі, які вельми спотворили первісну архітектуру пам'ятки.
Біля церкви був невеличкий цвинтар, де ховали померлих членів родин власників садиби. Могили були прикрашені скульптурними надгробками. У 1930-х роках могили розрили та знищили. Збереглася лише могила Софії Олексіївни Голіциної, проте надгробний пам'ятник втрачено. Перед церквою існував також мавзолей генерал-майора Корсакова, зведений з червоної нетинькованої цегли, проте він почав руйнуватися ще в XIX столітті і у XX столітті був повністю зруйнований.
Станом на початок XXI століття Свято-Троїцька церква у Славгороді діюча та належить УПЦ (МП).

## Опис
Церква зведена у стилі класицизму і наслідує архітектуру давньогрецьких храмів. Будівля церкви цегляна, мурована, безбанна, зального типу, у плані прямокутна. Зі східного боку розташована прямокутна ззовні і півкругла всередині вівтарна апсида, фланкована невеликими, квадратними у плані приміщеннями ризниці та дияконника. Західна сторона церкви увінчана двоярусною квадратною у плані дзвіницею, що завершується шпилем. Вівтарна, східна частина і західна частина із дзвіницею обнесені колонадою тосканського ордеру, яка з заходу та сходу завершується фронтонами. Бази в основі колон, всупереч ордерному канону, відсутні. Карнизи та капітелі мають досить простий декор.
Основний об'єм будівлі перекритий коробовим склепінням.
Територія церкви оточена цегляною огорожею з арковою брамою з південного боку.
Свято-Троїцька церква у Славгороді — одна з двох пам'яток архітектури України, зведена за схемою давньогрецького храму-периптера (друга пам'ятка — Петропавлівська церква у Севастополі).